# Brutus (cinéma)
Pour les articles homonymes, voir Brutus.
Créés en 2002, par comparaison aux Césars du cinéma, les Brutus du cinéma sont une cérémonie de remises de prix qui distinguent « les grands films (très) malades, les génies incompris, les nanars flamboyants, les interprètes (vraiment) dramatiques, les chefs-d'œuvre périssables ».
Le jury, anonyme et mystérieux, est composé de « quelques anonymes heureux et discrets, amoureux du cinéma en général et du cinéma français en particulier ». Les trophées sont « une décompression, un objet d'art absolument inutile qui fera très beau au-dessus d'une cheminée ».
Les Brutus se veulent les équivalents français des Razzie Awards, des prix satiriques qui récompensent chaque année aux États-Unis les films et acteurs jugés les plus mauvais. Il existe d'autres prix parodiques se prétendant les équivalents français des Razzie Awards : Gérard du cinéma, Bidets d'or.

## Palmarès 2002
- Brutus du meilleur film : Vercingétorix : La légende du druide roi de Jacques Dorfmann
- Brutus de la meilleure actrice : Sophie Marceau pour Belphégor, le fantôme du Louvre
- Brutus du meilleur acteur : Christophe Lambert pour Vercingétorix : La Légende du druide roi
- Brutus de la révélation de l'année : Romain Duris dans Being Light
- Brutus de la meilleure participation exceptionnelle : Chantal Goya dans Absolument fabuleux
- Brutus de la meilleure prestation technique : les coiffures et les costumes dans Vercingétorix : La légende du druide roi
- Brutus du meilleur film étranger : Le Chocolat de Lasse Hallström (Royaume-Uni)
- Brutus d'honneur : Jean-Marc Barr pour sa remarquable trilogie Lovers / Too Much Flesh / Being Light

## Palmarès 2003

### Brutus du meilleur film
- La Repentie de Laetitia Masson
  - And Now... Ladies and Gentlemen de Claude Lelouch
  - Blanche de Bernie Bonvoisin
  - Demonlover de Olivier Assayas
  - Peau d'Ange de Vincent Pérez

### Brutus de la meilleure actrice
- Isabelle Adjani pour La Repentie
  - Laetitia Casta pour Rue des plaisirs
  - Emma de Caunes pour Les Amants du Nil
  - Catherine Deneuve pour Au plus près du paradis
  - Lou Doillon pour Blanche

### Brutus du meilleur acteur
- Jeremy Irons pour And Now... Ladies and Gentlemen
  - Jean-Hugues Anglade pour Sueurs
  - Guillaume Canet pour Le Frère du guerrier
  - Gérard Depardieu pour Aime ton père
  - Patrick Timsit pour Rue des plaisirs

### Brutus de la révélation de l'année
- Patricia Kaas pour And Now... Ladies and Gentlemen
  - Guillaume Depardieu pour Aime ton père
  - Stanislas Merhar pour Adolphae
  - Anna Mouglalis pour La Vie Nouvelle
  - Jules Sitruk pour Monsieur Batignole

### Brutus de la meilleure participation exceptionnelle
- La Valise Vuitton pour La Repentie
  - Nicolas Anelka pour Le Boulet
  - Claudia Cardinale pour And Now... Ladies and Gentlemen
  - José Garcia pour Blanche
  - Laurent Terzieff pour Peau d'Ange

### Brutus de la meilleure contribution technique
- L'Égypte dans Les Amants du Nil
  - Les chansons dans And Now... Ladies and Gentlemen
  - La balafre de Vincent Lindon dans Le Frère du guerrier
  - La chambre dans Cet amour-là
  - Ex aequo : Les robes de Karl Lagerfeld dans La Vie Nouvelle et les robes de Jean-Paul Gaultier dans Au plus près du paradis

### Brutus du meilleur film étranger
- Callas Forever de Franco Zefirelli  Italie
  - Femme fatale de Brian De Palma  États-Unis
  - Full Frontal de Steven Soderbergh  États-Unis
  - Signes de M. Night Shyamalan  États-Unis
  - Vanilla Sky de Cameron Crowe  États-Unis

### Brutus d'honneur
- Les acteurs et actrices de Blanche pour le caractère exceptionnel de leur performance

## Palmarès 2004

### Brutus du meilleur film
- Ex aequo : 18 ans après de Coline Serreau et Rencontre avec le dragon de Hélène Angel
  - Les Côtelettes de Bertrand Blier
  - Fureur de Karim Dridi
  - Histoire de Marie et Julien de Jacques Rivette

### Brutus de la meilleure actrice
- Penélope Cruz pour Fanfan la Tulipe
  - Josiane Balasko pour Cette femme-là
  - Élodie Bouchez pour Le Pacte du silence
  - Laetitia Casta pour Errance
  - Agnès Jaoui pour 24 heures de la vie d'une femme

### Brutus du meilleur acteur
- Ex aequo : Vincent Pérez pour Je reste ! et Vincent Pérez pour Le Pharmacien de garde
  - Daniel Auteuil pour Rencontre avec le dragon
  - Gérard Depardieu pour Le Pacte du silence
  - Vincent Pérez pour Fanfan la Tulipe

### Brutus de la révélation de l'année
- Florent Pagny pour Quand je vois le soleil
  - Isabelle Adjani pour Bon voyage
  - Madeleine Besson pour 18 ans après
  - Katia Golubeva pour 29 Palms
  - David Wissak pour 29 Palms

### Brutus de la meilleure participation exceptionnelle
- Le Chœur pour Les Sentiments
  - Frédéric Diefenthal pour Dédales
  - Sergi López pour Rencontre avec le dragon
  - Amélie Poulain pour Jeux d'enfants
  - Michaël Youn pour Chouchou

### Brutus de la meilleure contribution technique
- Tout dans Michel Vaillant
  - Les armures dans Rencontre avec le dragon
  - Le décor dans 24 heures de la vie d'une femme
  - L'image dans 18 ans après
  - La moumoute d'André Dussollier dans Effroyables Jardins

### Brutus du meilleur film étranger
- Pinocchio de Roberto Benigni  Italie
  - La Couleur du mensonge de Robert Benton  États-Unis
  - Dolls de Takeshi Kitano  Japon
  - Matrix Revolutions des Frères Wachovski  États-Unis
  - Innocents - The Dreamers de Bernardo Bertolucci  Royaume-Uni

## Palmarès 2005

### Brutus du meilleur film
- Les Parisiens de Claude Lelouch
  - Anatomie de l'enfer de Catherine Breillat
  - Arsène Lupin de Jean-Paul Salomé
  - Blueberry, l'expérience secrète de Jan Kounen
  - Pourquoi (pas) le Brésil de Laetitia Masson

### Brutus de la meilleure actrice
- Isabelle Huppert pour Ma mère
  - Carole Bouquet pour Feux rouges
  - Kristin Scott Thomas pour Arsène Lupin
  - Laura Smet pour La Demoiselle d'honneur
  - Elsa Zylberstein pour Pourquoi (pas) le Brésil

### Brutus du meilleur acteur
- Rupert Everett pour People Jet Set 2
  - Jean-Pierre Darroussin pour Feux rouges
  - Jacques Dutronc pour Pédale dure
  - Michel Leeb pour Les Parisiens
  - Benoît Poelvoorde pour Atomik Circus, le retour de James Bataille

### Brutus de la révélation de l'année
- Rocco Siffredi pour Anatomie de l'enfer
  - Dany Boon pour Pédale dure
  - Adriana Karembeu pour Trois Petites Filles
  - Claude Lelouch pour Les Parisiens
  - Temuera Morrison pour Blueberry, l'expérience secrète

### Brutus de la meilleure participation exceptionnelle
- Christine Angot dans Pourquoi (pas) le Brésil
  - La chèvre de Rupert Everett dans People Jet Set 2
  - Michel Galabru dans San-Antonio
  - Pascal Greggory dans Arsène Lupin
  - Pascal Greggory dans Les Rivières pourpres 2 : les Anges de l'Apocalypse

### Brutus de la meilleure prestation technique
- La chanson : "Le Bonheur c'est mieux que la vie" dans Les Parisiens
  - Les champignons dans Blueberry, l'expérience secrète
  - Le diaporama dans Dogora
  - Les méduses volantes dans Atomik Circus, le retour de James Bataille
  - Le scénario dans Pédale dure

### Brutus du meilleur film étranger
- La Passion du Christ de Mel Gibson  États-Unis
  - Monster de Patty Jenkins  États-Unis
  - The Brown Bunny de Vincent Gallo  États-Unis
  - Catwoman de Pitof  États-Unis
  - Tropical Malady de Apichatpong Weerasethakul  Thaïlande

## Palmarès 2006

### Brutus du meilleur film
- Angel-A de Luc Besson
  - L'Anniversaire de Diane Kurys
  - Combien tu m'aimes ? de Bertrand Blier
  - L'Intrus de Claire Denis
  - Man to Man de Régis Wargnier

### Brutus de la meilleure actrice
- Diane Kruger pour Joyeux Noël
  - Sabine Azéma pour Le Parfum de la dame en noir
  - Monica Bellucci pour Combien tu m'aimes ?
  - Isild Le Besco pour Backstage
  - Kristin Scott Thomas pour Man to Man

### Brutus du meilleur acteur
- Jean-Hugues Anglade pour L'Anniversaire
  - Pascal Greggory pour Gabrielle
  - Sergi López pour Peindre ou faire l'amour
  - Fabrice Luchini pour La cloche a sonné
  - Jean Reno pour L'Empire des loups

### Brutus de la révélation de l'année
- Philippe Katerine pour Peindre ou faire l'amour
  - Éric Cantona pour La vie est à nous !
  - Xavier Couture pour Olé !
  - Estelle Lefébure pour Cavalcade
  - Pierre Palmade pour L'Anniversaire

### Brutus de la meilleure participation exceptionnelle
- Carole Bouquet pour L'Enfer
  - Josiane Balasko pour J'ai vu tuer Ben Barka
  - Jacques Bonnaffé pour Crustacés et Coquillages
  - Béatrice Dalle pour L'Intrus
  - M. et Mme Pygmées dans Man to Man

### Brutus de la meilleure prestation technique
- Le noir et blanc dans Angel-A
  - Les cadavres dans Les Âmes grises
  - Les chants de Noël dans Joyeux Noël
  - La jungle dans Man to Man
  - Les postiches dans Zaïna, cavalière de l'Atlas

### Brutus du meilleur film étranger
- Manderlay de Lars von Trier  Danemark
  - Don't Come Knocking de Wim Wenders  États-Unis
  - La Guerre des mondes de Steven Spielberg  États-Unis
  - Le Tigre et la Neige de Roberto Benigni  Italie
  - Batalla en el cielo de Carlos Reygadas  Mexique

## Palmarès 2007

### Brutus du meilleur film
- Selon Charlie de Nicole Garcia
  - Aurore de Nils Tavernier
  - Le Concile de Pierre de Guillaume Nicloux
  - Le Héros de la famille de Thierry Klifa
  - L'Homme de sa vie de Zabou Breitman

### Brutus de la meilleure actrice
- Carole Bouquet pour Aurore
  - Sabine Azéma pour Cœurs
  - Monica Bellucci pour Le Concile de Pierre
  - Juliette Binoche pour Quelques jours en septembre
  - Laura Smet pour Le Passager de l'été

### Brutus du meilleur acteur
- Vincent Cassel pour Sheitan
  - Charles Berling pour L'Homme de sa vie
  - Jean-Pierre Darroussin pour Le Pressentiment
  - Louis Garrel pour Dans Paris
  - Marc Lavoine pour Toute la beauté du monde

### Brutus de la révélation de l'année
- Le lièvre pour Le lièvre de Vatanen
  - Emmanuelle Béart (chanteuse) pour Le Héros de la famille
  - Jamel Debbouze pour Indigènes
  - Shirley & Dino pour Cabaret Paradis
  - Zinédine Zidane pour Zidane, un portrait du XXIe siècle

### Brutus de la meilleure participation exceptionnelle
- Claude Brasseur pour Le Héros de la famille
  - Christophe pour Quand j'étais chanteur
  - Mylène Demongeot pour La Californie
  - Catherine Deneuve pour Le Concile de Pierre
  - John Turturro dans Quelques jours en septembre

### Brutus de la meilleure prestation technique
- Une ville, la nuit dans C'est beau une ville la nuit
  - Les tutus dans Aurore
  - Les champs de tournesol dans L'Homme de sa vie
  - Le flou artistique dans Quelques jours en septembre
  - Bali dans Toute la beauté du monde

## Palmarès 2008

### Brutus du meilleur film
- Le Deuxième Souffle de Alain Corneau
  - 99 francs de Jan Kounen
  - C'est Gradiva qui vous appelle de Alain Robbe-Grillet
  - La Disparue de Deauville de Sophie Marceau
  - Les Amours d'Astrée et de Céladon de Éric Rohmer

### Brutus de la meilleure actrice
- Monica Bellucci pour Le Deuxième Souffle
  - Sabine Azéma pour Faut que ça danse !
  - Béatrice Dalle pour À l'intérieur
  - Marina Foïs pour Darling
  - Virginie Ledoyen pour Un baiser, s'il vous plaît !

### Brutus du meilleur acteur
- Clovis Cornillac pour Scorpion
  - Mathieu Amalric pour L'Histoire de Richard O.
  - Sami Frey pour Danse avec lui
  - Marc Lavoine pour Si c'était lui...
  - Benoît Magimel pour La Fille coupée en deux

### Brutus de la révélation de l'année
- Karl Lagerfeld pour Lagerfeld Confidentiel
  - Frédéric Beigbeder pour 99 francs
  - Philippe Caubère pour Truands
  - Nicolas Cazalé pour U.V.
  - Emmanuel Mouret pour Un baiser, s'il vous plaît !

### Brutus de la meilleure participation exceptionnelle
- La Paupière pour Le Scaphandre et le Papillon
  - Clotilde Courau pour La Môme
  - Le Cochon pour Sa Majesté Minor
  - Olivier Gourmet pour Pars vite et reviens tard
  - Le Tronc d'arbre pour Sa Majesté Minor

### Brutus de la meilleure contribution technique
- La truelle, pour le maquillage, dans La Môme
  - Les effets secondaires dans 99 francs
  - L'hôtel Normandiy dans La Disparue de Deauville
  - La plume dans La Fille coupée en deux
  - Le rouge et le vert dans Le Deuxième Souffle

### Brutus du meilleur film étranger
- I'm Not There de Todd Haynes  États-Unis
  - L'Âge des ténèbres de Denys Arcand  Canada
  - Inland Empire de David Lynch  États-Unis
  - Ocean's Thirteen de Steven Soderbergh  États-Unis
  - The Bubble de Eytan Fox  Israël

### Brutus d'honneur
- Tout le monde dans Odette Toulemonde

## Palmarès 2009

### Brutus du meilleur film
- La Possibilité d'une île de Michel Houellebecq
  - Astérix aux Jeux olympiques de Frédéric Forestier et Thomas Langmann
  - Inju : la Bête dans l'ombre de Barbet Schroeder
  - J'ai toujours rêvé d'être un gangster de Samuel Benchetrit
  - Le Voyage aux Pyrénées de Jean-Marie et Arnaud Larrieu

### Brutus de la meilleure actrice
- Ariane Ascaride pour Lady Jane
  - Sabine Azéma pour Le Voyage aux Pyrénées
  - Emmanuelle Béart pour Vinyan
  - Catherine Deneuve pour Je veux voir
  - Laura Smet pour La Frontière de l'aube

### Brutus du meilleur acteur
- Louis Garrel pour La Frontière de l'aube
  - Benoît Magimel pour Inju : la Bête dans l'ombre
  - Benoît Magimel pour La possibilité d'une île
  - Pierre Palmade pour Sagan
  - Lambert Wilson pour Dante 01

### Brutus de la révélation de l'année
- L'Ours pour Le Voyage aux Pyrénées
  - Benjamin Biolay pour Didine
  - Cali pour Magique
  - Pierre Lescure pour Musée haut, musée bas
  - Michael Schumacher pour Astérix aux Jeux Olympiques

### Brutus de la meilleure participation exceptionnelle
- Gérard Lanvin pour L'Ennemi public no 1
  - Le fantôme pour La Frontière de l'aube
  - Le gros orteil pour Inju : la Bête dans l'ombre
  - Line Renaud pour Bienvenue chez les Ch'tis
  - Muriel Robin pour Musée haut, musée bas

### Brutus de la meilleure prestation technique
- La mèche de Françoise dans Sagan
  - L'île dans La Possibilité d'une île
  - Le nez de Gérard Depardieu dans Babylon A.D.
  - Le titre dans Soit je meurs, soit je vais mieux
  - Le sport dans Astérix aux Jeux Olympiques

### Brutus de la meilleure affiche
- Hello Goodbye de Graham Guit
  - Le Crime est notre affaire de Pascal Thomas
  - L'Emmerdeur de Francis Veber
  - Mes amis, mes amours de Lorraine Lévy
  - Musée haut, musée bas de Jean-Michel Ribes  Espagne

### Brutus du meilleur film étranger
- Australia •  Australie
  - Indiana Jones et le Royaume du crâne de cristal (Indiana Jones and the Kingdom of the Crystal Skull) •  États-Unis
  - Maradona by Kusturica •  Espagne
  - Quantum of Solace •  États-Unis
  - Sex and the City, le film •  États-Unis

### Brutus du meilleurCésar
- Alain Delon

## Palmarès 2010

### Brutus du meilleur film
- Persécution de Patrice Chéreau
  - Les Herbes folles d'Alain Resnais
  - L’Homme de chevet d'Alain Monne
  - Micmacs à tire-larigot de Jean-Pierre Jeunet
  - Un homme et son chien de Francis Huster

### Brutus de la meilleure actrice
- Isabelle Adjani pour La Journée de la jupe
  - Marion Cotillard pour Le Dernier Vol
  - Isabelle Huppert pour Villa Amalia
  - Sophie Marceau pour L'Homme de chevet
  - Anna Mouglalis pour Coco Chanel et Igor Stravinsky

### Brutus du meilleur acteur
- Johnny Hallyday pour Vengeance
  - Daniel Auteuil pour Je l'amais
  - Le Chien pour Un homme et son chien
  - Romain Duris pour Persécution
  - Christophe Lambert pour L'homme de chevet

### Brutus du meilleur réalisateur
- Yann Moix pour Cinéman
  - Jacques Rivette pour 36 vues du pic Saint-Loup
  - Gad Elmaleh pour Coco
  - Danièle Thompson pour Le code a changé
  - Claude Chabrol pour Bellamy

### Brutus de la meilleure participation exceptionnelle
- Le Derrière de Jean-Hugues Anglade pour Persécution
  - Sabine Azéma pour Les Derniers jours du monde
  - Jackie Berroyer pour La journée de la jupe
  - Enrico Macias pour Coco
  - Tous les acteurs pour Bancs Publics (Versailles Rive-Droite)

### Brutus de la meilleure prestation technique
- La folie des grandeurs dans Rose et noir
  - La terre vue du ciel dans Home
  - La jupe dans La Journée de la jupe
  - Les regards de chiens battus dans Mademoiselle Chambon
  - Le sépia dans Micmacs à tire-larigot

### Brutus du meilleur film étranger
- Antichrist de Lars von Trier  Danemark
  - 2012 de Roland Emmerich  États-Unis
  - Chéri de Stephen Frears  Royaume-Uni
  - Dans la brume électrique de Bertrand Tavernier  États-Unis
  - J'ai tué ma mère de Xavier Dolan  Canada

## Palmarès 2011

### Brutus du meilleur film
- La Rafle

### Brutus de la meilleure actrice
- Mélanie Laurent pour le rôle de Annette Monod dans La Rafle